# Campoan
Campoan is een bestuurslaag in het regentschap Situbondo van de provincie Oost-Java, Indonesië. Campoan telt 1726 inwoners (volkstelling 2010).